# 御茶ノ水女子大学附属高等学校
もしかして
- お茶の水女子大学附属高等学校

ではありませんか？